# Sofiane Labidi
 (juillet 2024).
Si vous disposez d'ouvrages ou d'articles de référence ou si vous connaissez des sites web de qualité traitant du thème abordé ici, merci de compléter l'article en donnant les références utiles à sa vérifiabilité et en les liant à la section « Notes et références ».
Sofiane Labidi, né le 29 septembre 1977 à Béja, est un athlète tunisien, spécialiste du 400 mètres.

## Biographie
Il étudie au lycée technique de Radès et puis au lycée sportif d'El Menzah.
Il remporte deux médailles lors des championnats d'Afrique d'athlétisme dans l'épreuve du 400 mètres : le bronze en 2000 et l'argent en 2002, et compte par ailleurs une victoire aux Jeux méditerranéens de 2005.
Il détient le record de Tunisie du 400 m en 45 s 19, établi le 5 juin 2004 à Séville, le record de Tunisie du relais 4 × 400 mètres avec l'équipe nationale de Tunisie, en 3 min 5 s 19, et le deuxième meilleur temps tunisien de l'histoire sur 200 m en 21 s 16.

## Palmarès
| Date | Compétition                      | Lieu     | Résultat | Épreuve   | Temps         |
| ---- | -------------------------------- | -------- | -------- | --------- | ------------- |
| 1999 | Jeux panarabes                   | Irbid    | 2e       | 400 m     | 45 s 9        |
| 2000 | Championnats d'Afrique           | Alger    | 3e       | 400 m     | 45 s 81       |
| 2001 | Championnats du monde militaires | Beyrouth | 1er      | 400 m     | 45 s 40       |
| 2001 | Jeux méditerranéens              | Radès    | 2e       | 400 m     | 46 s 33       |
| 2001 | Jeux de la Francophonie          | Ottawa   | 3e       | 400 m     | 45 s 45       |
| 2002 | Championnats d'Afrique           | Radès    | 2e       | 400 m     | 45 s 87       |
| 2002 | Coupe du monde des nations       | Madrid   | 3e       | 4 x 400 m | 3 min 01 s 69 |
| 2003 | Jeux africains                   | Abuja    | 3e       | 400 m     | 45 s 42       |
| 2004 | Championnats du monde en salle   | Budapest | 4e       | 400 m     | 46 s 48       |
| 2005 | Jeux méditerranéens              | Almería  | 1er      | 400 m     | 45 s 60       |
| 2007 | Jeux panarabes                   | Le Caire | 3e       | 4 x 400 m | 3 min 06 s 83 |

## Records
| Épreuve        | Performance   | Lieu               | Date              |
| -------------- | ------------- | ------------------ | ----------------- |
| 200 m          | 21 s 11       | Jablonec nad Nisou | 3 août 1999       |
| 300 m          | 32 s 53       | Namur              | 17 août 2001      |
| 400 m          | 45 s 19       | Séville            | 5 juin 2004       |
| 400 m en salle | 45 s 93       | Fayetteville       | 13 février 2004   |
| 4 x 400 m      | 3 min 01 s 69 | Madrid             | 21 septembre 2002 |